# 万騎
万騎（はんき）とは、古代、アジアに栄えた匈奴における称号のひとつ。
匈奴の君主である単于から分地を与えられ一万騎以上の兵力を動員する権能を有したことから万騎と称された。